# Ulaangom
Ulaangom (tiếng Mông Cổ: Улаангом, Thung lũng Đỏ) là tỉnh lị của tỉnh Uvs tại Mông Cổ. Thành phố nằm cách bờ hồ Uvs Nuur 26 km về phía tây-Nam và thuộc về phần dốc núi Kharkhiraa, cách biên giới Mông-Nga 120 km về phía nam.

## Diện mạo
Theo điều tra năm 2000, dân số thành phố là 26.319 người, và theo ước tính năm 2006 là 23.000.), 22.300 theo ước tính cuối năm 2008.) và chiếm 28,9% dân số toàn tỉnh Uvs. Thành phố bao gồm hai khu ngoại ô mang tên Chandmani "Чандмань" và Uliasny Khev "Улиасны Хэв".
Tòa Lãnh sự của Cộng hòa Tuva thuộc Nga nằm tại Ulaangom, và cũng có một Văn phòng đại diện của tỉnh Uvs tại Kyzyl, thủ đô của Tuva.

## Văn hóa
Thành phố có một số di tích từ thời cộng sản, như đài kỷ niệm Yumjaagiin Tsedenbal, một người sinh ra tại tỉnh Uvs và đã lãnh đạo đất nước trong 40 năm, nằm trước tòa nhà chính quyền tỉnh. Ngoài ra cũng có nhiều tổ chức và cơ quan giáo dục và văn hóa tại thành phố. Ở đây cũng có một phân nhánh của một trường đại học, một trường cao đẳng hướng nghiệp và 5 trường trung học.

## Giao thông
Ulaangom được nối với biên giới với Nga qua một xa lộ, và nhập điện năng từ Nga. Thành phố có một sân bay (ULO) và có các chuyến bay nói với thủ đô Ulaanbaatar do hãng Aero Mongolia khai thác. Hãng Eznis Airways cũng có các tuyến bay đều đặn giữa Ulaangom và Ulaanbaatar. Không có tuyến bay thẳng nào giữa thành phố và các thành phố còn lại trong nước.

## Khí hậu
Ulaangom có khí hậu bán khô hạn lạnh (Köppen BSk) với mùa đông dài, rất lạnh và băng giá và một màu hè ngắn và ấm. Lượng mưa trung bình rất thấp, và trung bình chỉ khoảng 130 mm. Ulaangom là một trong những nơi lạnh nhất tại Mông Cổ. Nhiệt độ có thể xuống thấp −50 °C hoặc thậm chí thấp hơn vào mùa đông và có thể lên đến +43 °C vào mùa hè
| Dữ liệu khí hậu của Ulaangom             | Dữ liệu khí hậu của Ulaangom | Dữ liệu khí hậu của Ulaangom | Dữ liệu khí hậu của Ulaangom | Dữ liệu khí hậu của Ulaangom | Dữ liệu khí hậu của Ulaangom | Dữ liệu khí hậu của Ulaangom | Dữ liệu khí hậu của Ulaangom | Dữ liệu khí hậu của Ulaangom | Dữ liệu khí hậu của Ulaangom | Dữ liệu khí hậu của Ulaangom | Dữ liệu khí hậu của Ulaangom | Dữ liệu khí hậu của Ulaangom | Dữ liệu khí hậu của Ulaangom |
| Tháng                                    | 1                            | 2                            | 3                            | 4                            | 5                            | 6                            | 7                            | 8                            | 9                            | 10                           | 11                           | 12                           | Năm                          |
| ---------------------------------------- | ---------------------------- | ---------------------------- | ---------------------------- | ---------------------------- | ---------------------------- | ---------------------------- | ---------------------------- | ---------------------------- | ---------------------------- | ---------------------------- | ---------------------------- | ---------------------------- | ---------------------------- |
| Cao kỉ lục °C (°F)                       | −12.0 (10.4)                 | −6.2 (20.8)                  | 8.7 (47.7)                   | 28.0 (82.4)                  | 35.9 (96.6)                  | 33.9 (93.0)                  | 33.7 (92.7)                  | 36.4 (97.5)                  | 30.0 (86.0)                  | 24.6 (76.3)                  | 8.2 (46.8)                   | −0.5 (31.1)                  | 36.4 (97.5)                  |
| Trung bình ngày tối đa °C (°F)           | −26.0 (−14.8)                | −23.4 (−10.1)                | −11.6 (11.1)                 | 6.5 (43.7)                   | 19.0 (66.2)                  | 24.5 (76.1)                  | 25.4 (77.7)                  | 23.3 (73.9)                  | 17.3 (63.1)                  | 7.2 (45.0)                   | −5.8 (21.6)                  | −21.2 (−6.2)                 | 2.9 (37.2)                   |
| Trung bình ngày °C (°F)                  | −32.1 (−25.8)                | −29.8 (−21.6)                | −18.5 (−1.3)                 | 0.2 (32.4)                   | 11.4 (52.5)                  | 17.5 (63.5)                  | 18.9 (66.0)                  | 16.6 (61.9)                  | 10.0 (50.0)                  | 0.4 (32.7)                   | −10.5 (13.1)                 | −25.5 (−13.9)                | −3.4 (25.9)                  |
| Tối thiểu trung bình ngày °C (°F)        | −36.6 (−33.9)                | −35.4 (−31.7)                | −24.9 (−12.8)                | −6.0 (21.2)                  | 3.7 (38.7)                   | 10.1 (50.2)                  | 12.2 (54.0)                  | 9.7 (49.5)                   | 3.3 (37.9)                   | −5.4 (22.3)                  | −15.6 (3.9)                  | −30.6 (−23.1)                | −9.6 (14.7)                  |
| Thấp kỉ lục °C (°F)                      | −49.6 (−57.3)                | −47.7 (−53.9)                | −47.7 (−53.9)                | −24.7 (−12.5)                | −8.3 (17.1)                  | −3.1 (26.4)                  | 0.4 (32.7)                   | 0.2 (32.4)                   | −8.7 (16.3)                  | −22.5 (−8.5)                 | −35.3 (−31.5)                | −45.2 (−49.4)                | −49.6 (−57.3)                |
| Lượng Giáng thủy trung bình mm (inches)  | 1.8 (0.07)                   | 1.8 (0.07)                   | 3.4 (0.13)                   | 3.9 (0.15)                   | 6.3 (0.25)                   | 26.2 (1.03)                  | 35.0 (1.38)                  | 22.8 (0.90)                  | 13.4 (0.53)                  | 4.6 (0.18)                   | 6.8 (0.27)                   | 4.0 (0.16)                   | 130.0 (5.12)                 |
| Số ngày giáng thủy trung bình (≥ 1.0 mm) | 0.5                          | 0.6                          | 1.2                          | 1.1                          | 1.5                          | 4.4                          | 7.2                          | 4.0                          | 2.4                          | 1.0                          | 1.8                          | 1.0                          | 26.7                         |
| Số giờ nắng trung bình tháng             | 135.0                        | 158.4                        | 233.9                        | 260.4                        | 313.4                        | 318.9                        | 307.4                        | 297.2                        | 250.4                        | 195.9                        | 100.5                        | 103.6                        | 2.675                        |
| Nguồn: NOAA                              |                              |                              |                              |                              |                              |                              |                              |                              |                              |                              |                              |                              |                              |

## Người nổi tiếng
- Norovyn Altankhuyag, Thủ tướng Mông Cổ thứ 25